# 藤田清二
藤田 清二（ふじた せいじ、1964年7月19日 - ）は、福岡県出身の俳優。エレメンツ所属。

## 人物
福岡県出身。身長165cm。体重55kg。血液型A型。
趣味は少林寺拳法（初段）。特技は殺陣、パントマイム、水彩画、造形デザイン、乗馬。

## 出演作品

### テレビドラマ

#### NHK
- 金曜時代劇 / しくじり鏡三郎（1999年）
- 大河ドラマ
  - 利家とまつ〜加賀百万石物語〜（2002年） - 野伏
  - 武蔵 MUSASHI（2003年）
- 連続テレビ小説 / ファイト（2005年）
- 運命のクロスヒストリー「徹底捜査 忠臣蔵」（2018年）

#### 日本テレビ
- 火曜サスペンス劇場
  - 刑事・鬼貫八郎
    - 第8作（1998年） - 客
    - 第11作（2000年） - 医師
    - 第12作（2001年） - タクシー運転手
    - 第14作（2002年） - 不動産屋

  - 事件記者 第2作（1999年）
- 金曜特別ロードショー / 刑事（2000年）
- 土曜ドラマ / 受験の神様（2007年）
- 東京大空襲（2008年）
- 木曜ドラマF / チート〜詐欺師の皆さん、ご注意ください〜（2019年）

#### TBS
- ビッグウイング（2001年）
- 月曜ミステリー劇場→月曜ゴールデン
  - 横山秀夫サスペンス
    - 逆転の夏（2001年） - 秋元
    - 囚人のジレンマ（2004年） - 永井克也

  - 西村京太郎サスペンス 十津川警部シリーズ
    - 第25作（2002年） - 医師
    - 第50作（2013年） - 山本卓夫

  - 税務調査官・窓際太郎の事件簿 第9作（2002年） - 博多国税局査察部員
  - 内田康夫サスペンス 浅見光彦シリーズ（沢村一樹版） 第21作（2005年）
  - 沈黙の法廷〜赤と黒（2010年） - 黒木守
- 東芝日曜劇場 / サラリーマン金太郎（高橋克典版）（2002年）
- 金曜ドラマ / クロサギ（2006年）

#### フジテレビ
- 金曜エンタテインメント→金曜プレステージ
  - 女ざかり!!区役所の名探偵 第3作（2002年） - 酔っ払い
  - 天童よしみの歌姫探偵 第1作（2002年）
  - 警部補・佐々木丈太郎 第6作（2013年） - 警官
- HERO（2001年）
- ダブルスコア（2002年）
- ホーム&アウェイ（2002年）
- 新・風のロンド（2006年）
- 天国の樹（2006年）
- 紅の紋章（2006年）
- 新・牡丹と薔薇（2015年）

#### テレビ朝日
- はぐれ刑事純情派
  - 第12シリーズ（1999年）第2話「強盗犯を逃がした人妻!? しがみつく女！」
  - （2005年）
- スーパー戦隊シリーズ
  - 救急戦隊ゴーゴーファイブ（1999年） - キャスター
  - 忍風戦隊ハリケンジャー（2002年） - 医師
  - 特捜戦隊デカレンジャー（2004年） - テンカオ星人ゴレン・ナシ（人間体、声）
  - 轟轟戦隊ボウケンジャー（2006年） - 所長
  - 獣拳戦隊ゲキレンジャー（2007年） - アナウンサー
- 土曜ワイド劇場→日曜ワイド
  - 車椅子の弁護士・水島威 第7作（1999年）
  - 法医学教室の事件ファイル
    - 第12作（2000年）
    - 第14作（2001年）
    - 第18作（2003年）
    - 第29作（2009年）
    - 第31作（2010年）
    - 第35作（2012年） - 西村
    - 第46作（2019年） - 刑事

  - おばはん刑事!流石姫子 第6作（2001年）
  - お祭り弁護士・澤田吾朗 第3作（2002年）
  - 科学捜査研究所・文書鑑定の女 第2作（2004年） - REN印刷社員
  - 100の資格を持つ女〜ふたりのバツイチ殺人捜査〜 第2作（2009年） - 「甲州タクシー」社員
  - 家裁調査官・山ノ坊晃 第2作（2017年）
- 金曜ナイトドラマ / 特命係長 只野仁
  - （2003年）
  - （2004年）
  - （2005年）
  - （2006年）
  - （2007年）
- 木曜ドラマ / 富豪刑事（2005年）
- PS羅生門 警視庁東都署（2006年）
- 相棒（2007年）
- 警視庁捜査一課9係
  - （2008年）
  - （2011年）
  - （2016年） - 第一発見者
- オリンピックの身代金（2013年）
- ドラマスペシャル 警部補・碓氷弘一 〜殺しのエチュード〜（2017年） - 刃物で襲いかかった男
- 木曜ミステリー / 警視庁・捜査一課長（2020年） - 自転車の男

#### テレビ東京
- 女と愛とミステリー→水曜ミステリー9
  - 脅迫者（2001年） - 高岡
  - トーマとチョーサク 凸凹迷宮ファイル ミイラが呼んでいる（2002年）
  - 伊豆・金沢犀賀焼殺人事件（2003年） - 木村昭二
  - 轟法律事務所 見えない絆（2004年）
  - 大漁! 釣り船弁護士（2006年） - 検事
  - 監察医・篠宮葉月 死体は語る 第8作（2007年）
  - 指紋捜査官・塚原宇平の神業 第3作（2008年）
  - 新・犯罪交渉人百合子 第1作（2013年） - バス乗客
- 木曜洋画劇場 / 新春ミステリー「開幕ベルは華やかに」（2002年）
- トミカヒーロー レスキューファイアー（2009年）
- 土曜ドラマ24 / 銀と金（2017年）
- ドラマ25 / SRサイタマノラッパー〜マイクの細道〜（2017年）

#### WOWOW
- 連続ドラマW / アルバイト探偵（アイ）（2005年）

#### NHK BSプレミアム
- BS時代劇 / 塚原卜伝（2011年）
- 洞窟おじさん（2015年）

#### BS朝日
- スペシャル時代劇 / 新陰流 上泉伊勢守信綱（2017年）

### 映画
- 不夜城 SLEEPLESS TOWN（1998年）
- マネーざんす（2001年）
- 座頭市（2003年） - 銀蔵一家のチンピラ
- 修羅のみち6 血染めの海峡（2003年）
- 海猫（2004年）
- 電車男（2005年） - 作業兵
- 戦国自衛隊1549（2005年）
- 聯合艦隊司令長官 山本五十六（2011年）
- 麦子さんと（2013年）

### Vシネマ
- 揺れる電車の中で 痴漢に暴かれた女教師の性（1998年）
- 狂犯 マインドレイプ （1998年）
- 仁義35 野望の代償（2003年）
- 本気!
  - 本気!26 哀愁編（2003年）
  - 本気!30 望郷編（2004年）

### 舞台
- BUTSUO
- 東京幻想曲集
- 女神座ATHENA（2011年 - 2018年） - 殺陣

### CM
- 常盤薬品工業